# Irena Łagowska
Irena Łagowska (* unbekannt; † unbekannt) war eine polnische Musikerin und Holocaustüberlebende.
Irena Łagowska wurde nach der Schließung der polnischen Hochschulen als politische Gefangene nach Auschwitz deportiert und erhielt die Häftlings-Nr. 49995. Ab Juli 1943 war sie im Mädchenorchester von Auschwitz, spielte dort Violine und blieb bis zur Auflösung im Oktober 1944 im Orchester.
Sie lebte nach dem Krieg in Warschau.